# 射影幾何学
数学における射影幾何学（しゃえいきかがく、英: projective geometry）は、射影変換の下で不変な幾何学的性質を研究する学問である（エルランゲン・プログラムも参照）。射影幾何は、初等的なユークリッド幾何とは設定を異にしており、射影空間といくつか基本的な幾何学的概念をもとに記述される。
初等的な直観としては、射影空間はそれと同じ次元のユークリッド空間と比べて「余分な」点（「無限遠点」と呼ばれる）を持ち、射影幾何学的な変換においてその余分な点と通常の点を行き来することが許されると考えることができる。射影幾何学における種々の有用な性質は、このような変換（射影変換）に関連して与えられる。最初に問題となるのは、この射影幾何学的な状況を適切に記述することのできる幾何学的な言語はどのようなものであるかということである。例えば、射影幾何において（ユークリッド幾何で扱うようには）角の概念を考えることはできない。実際、角が射影変換の下で不変でないような幾何学的概念の一つであることは透視図などを見れば明らかであり、このような透視図法に関する理論が、事実射影幾何学の源流の一つともなっている。初等的な幾何学とのもう一つの違いとして「平行線は無限遠点において交わる」と考えることが挙げられる。これにより、初等幾何学の概念を射影幾何学へ持ち込むことができる。これもやはり、透視図において鉄道の線路が地平線において交わるといったような直観を基礎に持つ概念である。二次元における射影幾何の基本的な内容に関しては射影平面の項へ譲る。
こういった考え方は古くからあったものだが、射影幾何学として発展するのは主に19世紀のことである。多くの研究が取りまとめられ、射影幾何学は当時の幾何学の最も代表的な分野となった。ここでいう射影幾何学は、座標系（斉次座標系）の各成分が複素数となる複素射影空間についての理論である。そしていくつかのより抽象的な数学の系譜（例えば不変式論、代数幾何学イタリア学派、あるいは古典群の研究へつながるフェリックス・クラインのエルランゲン・プログラムなど）が射影幾何学を礎として打ち立てられていった。これらの主題に関わった多くの研究者は、肩書きとしては総合幾何学 (synthetic geometry) に属する研究者である。他にも、射影幾何学の公理的研究から生まれた研究分野として有限幾何学がある。
射影幾何学自体も現在では多くの研究分野へ細分化が進んでおり、主なものとしては、射影代数幾何学（射影代数多様体の研究）と射影微分幾何学（射影変換に関する微分不変量の研究）の二つを挙げることができるだろう。

## 概観
射影幾何においても距離は定義できる。例えば、実射影平面の点を三次元ユークリッド空間の原点を通る直線で表現した時、ユークリッド空間の距離は直線間の距離としては意味がないが、直線と原点を中心とした単位球との二つの交点を元に、二つの直線間の射影平面での距離を交点間の距離の短いほうと定義できる。平面射影幾何学は、点と直線との配置問題 (configuration) の研究に端を発する。実際、デザルグらによる透視図法の原理的な説明において、射影幾何学として理解することのできるいくつかの設定に、幾何学的に意味のある言及が散見される。より高次元の空間では、超平面などの線型な部分空間を考えることができて、それらは双対性を示す。この双対性の最も簡単な説明として、射影平面における「相異なる二点は直線を一意的に定める」（その直線は与えられた二点を通る）という言及と「相異なる二直線は点を一意的に定める」（その点は与えられた二直線の交点）という言及が、命題として同じ構造をしているということを挙げることができる。また、射影幾何は直定規のみを用いて構成することができる幾何としても捉えることができる。そして射影幾何がコンパスを用いた構成を必要としないことから、そこには円も角も角度も平行線も中間性の概念も存在しないことがわかる。これらの理由から射影幾何において成立する定理は、初等幾何におけるそれよりも単純な形に述べることができるようになる。例えば、（初等幾何において）異なる円錐曲線は（複素）射影幾何においては全て同値である。また、円に関する定理のいくつかは、もっと一般の定理の特別の場合として見ることができる。
19世紀初頭にポンスレー、ラザール・カルノーらの業績が数学の一分野としての射影幾何学を確立する。その厳密な基礎付けは、カール・フォン・シュタウトによって取り組まれ、19世紀の後半にジュゼッペ・ペアノ、マリオ・ピエリ、アレッサンドロ・パドア、ジーノ・ファノらによって完成を見ることになる。射影幾何学は（ユークリッド幾何学やアフィン幾何学と同じく）クラインによるエルランゲンプログラムに従った研究もなされた。これによると、射影幾何学は射影群に属する変換のもとで不変な幾何学的対象によって特徴付けられる。 
このような主題に対する多大な数の定理についての研究の結果、射影幾何学の基本的概念が理解されていくことになる。例えば、接続構造と複比は射影変換の下での基本的な不変量である。また、アフィン平面（あるいはアフィン空間）に「無限遠」にある直線（あるいは超平面）を加えて、「通常」の直線（あるいは超平面）と同様に扱うことによって射影幾何のモデルを作ることができる。さらに、射影幾何を解析幾何学のやり方で扱うための代数的なモデルは斉次座標系を用いることで与えられる。それとは別に、射影幾何の公理的な研究によって、非デザルグ平面の存在が顕わになる。これは例えば、（二次元の場合だけだが）斉次座標系を通して正当化することができないような構造によって、接続の公理系をモデル化することができるということを示している。
基礎付けという観点からは、射影幾何と順序幾何は、それが数少ない公理から展開されること、あるいはそれがアフィン幾何やユークリッド幾何を基礎付けるのに利用できるということなどから、基本的である。なお、射影幾何は順序幾何にならないので、これらは別々の幾何学的基礎付けになっている。

## 歴史
射影的な現象の幾何学的性質が初めて発見されるのは、3世紀ごろアレクサンドリアのパップスによる。フィリッポ・ブルネレスキ (1404–1472) は1425年に透視図法の幾何学を開始している。ヨハネス・ケプラー (1571–1630) とジラール・デザルグ (1591–1661) はそれぞれ独立に、極めて重要な「無限遠点」の概念を作り上げた。デザルグはまた、消失点の使用をそれらが無限に遠い場合を含めて一般化した投影図法の別な構成も与えている。デザルグは、平行線が真に平行となるユークリッド幾何学を特別な場合として完全に内包するような幾何学的体系を作り上げた。円錐曲線に関するデザルグの研究は、16歳のブレーズ・パスカルの関心を惹き、彼がパスカルの定理を定式化する助けとなった。それに続く射影幾何学の発展に重要な仕事は、18世紀暮れから19世紀初頭にかけてガスパール・モンジュによってなされる。デザルグの業績は1845年のミシェル・シャールによる手書きの写しに突如として現れるまでは見捨てられており、その間の1822年にジャン＝ヴィクトール・ポンスレーが射影幾何学の基礎的な論文を出版している。ポンスレーは幾何学的対象の射影的性質を個々のクラスに分類し、射影的性質と計量の間の関係性を確かなものとした。非ユークリッド幾何学はそれからすぐに、双曲空間のクラインモデルのようなモデルを持つことが、射影幾何学との関連性を含めて示されている。
これら19世紀の射影幾何学は、解析幾何学から代数幾何学への足掛かりであった。実際、斉次座標系を用いた射影幾何学の扱いは、解析幾何学において幾何学的問題を代数へ還元する方法を拡張したものとみることができるし、このような拡張はいくつかの特別な場合に還元することができる。二次曲面の詳細な研究やユリウス・プリュッカーの「直線の幾何学」は、もっと一般の幾何学的概念を駆使する幾何学者にとっても豊かな例を与えるものである。 
ポンスレーやスタイナーらの仕事は解析幾何学を拡張する方向には向かわなかった。彼らの手法は「総合幾何学」に裏打ちされたものであり、おかげで射影空間は今日では公理的に導入されるものと理解されている。結果として、射影幾何学の初期の研究は再定式化され、現在の標準的な扱いでは、厳密な理解がいささか困難を伴いうる。射影平面だけを考えた場合でさえ、公理的な方法では、そのモデルの中で線型代数学を通じた記述ができないという結果となる。
幾何学におけるこのような状況が覆ることになるのは、クレブシュ、リーマン、マックス・ネーターらによる（既存の手法を拡充する）一般の代数曲線に関する研究、そして不変式論の登場による。世紀の終わりにかけて代数幾何学イタリア学派（エンリケ, セグレ, セヴェリ）はそれまでの古い射影幾何学的手法を打ち破り、より深い手法を要する主題へと昇華させた。
19世紀の後半には、射影幾何学の詳しい研究は流行ではなくなっていたが、いくつか文献が刊行されている。いくつかの重要な仕事が、特に数え上げ幾何学においてシューベルトによってなされ、これは今では、グラスマン多様体のトポロジーを表すものとして用いられるチャーン類の理論の先駆けと見なされている。
ポール・ディラックも射影幾何学を研究し、それを量子力学における彼の概念を展開する基礎として用いた（ただし、結果を公表する際は常に代数的な形にして述べられている）。See a blog article referring to an article and a book on this subject, also to a talk Dirac gave to a general audience in 1972 in Boston about projective geometry, without specifics as to its application in his physics.

## 概要
射影幾何学は、基本的な幾何学（ユークリッド幾何学 - 計量のある幾何学 - アフィン幾何学 - 射影幾何学）の中で、最も一般で制約が最も少ない。射影幾何学は、内在的な計量を持たない幾何学である（射影幾何学で成り立つ事実はどんな距離構造を入れるかということに依存しない）。射影変換のもとで接続構造と複比は保存される。射影幾何学は非ユークリッド幾何学である。特に、射影幾何学は透視図法の中心原理の一つ「平行線は無限遠で交わるものとして描ける」を定式化するものである。本質的には、射影幾何はユークリッド幾何の拡張と考えることができて、そこでは各直線の「方向」が余分な「点」として各直線に含まれ、天地二平面の交線としての「地平線」が「直線」と見なされる。従って、平行線はそれらが共通に持つ向きのおかげで、地平線上で交わる。
理想化された「方向」は無限遠点として理解され、理想化された「地平線」は無限遠直線と呼ばれる。同様に、無限遠直線はすべて無限遠平面上にある。しかし、「無限遠」は計量（距離）的な概念であるから、純粋な射影幾何においては、このような無限遠点、無限遠直線、無限遠平面といったような特別な対象を選び出すということはできない。つまり、射影幾何学ではこのような無限遠の対象たちも他の対象と区別無く同様に扱われるのである。 
ユークリッド幾何学が射影幾何学に含まれるから、射影幾何学をより単純に基礎付けることができる。つまり、ユークリッド幾何学における一般の結果は透過的なやり方で射影幾何における結果に読み替えることができる。このとき、ユークリッド幾何学では似ているが別々であった定理が射影幾何学の枠組みで統一的に扱える場合がある。例えば、勝手な射影平面を理想化された平面として選び出し、それを斉次座標系を用いて「無限遠」に配置すれば、平行線と平行でない線で場合を分けて考える必要はなくなる。
他に重要な基本性質として、デザルグの定理とパップスの定理がある。次元が 3 かそれ以上の射影空間では必ずデザルグの定理を証明することができるが、二次元の場合はそうではないので、デザルグの定理が成立する幾何と成立しない幾何は分けて考えなければならない。
デザルグの定理が成立する場合には、他の定理と組み合わせることによって算術の基本演算を幾何学的に定義することができる。得られる演算は体の公理を満足する（ただし、乗法の可換性を得る場合にはパップスの定理が必要）。結果として、各直線上の点の全体は与えられた体 F に余分な元 W を加えたものに一対一対応する。ただし、W は rW = W, −W = W, r + W = W, r/0 = W, r/W = 0, W − r = r − W = W を満足するものとし、また 0/0, W/W, W + W, W − W, 0W, W0 は定義しない。
射影幾何学は円錐曲線の理論（これはユークリッド幾何学の範疇で既に非常によく調べられている）を全て含む。射影幾何で考えることの明らかな優位性としては、双曲線と楕円の区別を、双曲線は無限遠直線と交わるということのみで判断できるということ、そして放物線は無限遠直線に接するということで他と区別できることが挙げられる。円全体の成す族は複素座標を考えるだけで「無限円直線上の二点を通る円錐曲線」として見ることができる。座標というのは「総合幾何学」的ではないから、代わりに直線とその上の二点を固定して、研究の基本対象としてそれらに点を通る円錐曲線全体の成す「線型系」を考える。この手法は才能ある幾何学者にとって非常に魅力的であり、この分野はとことん調べつくされている。このような手法の例として、ベイカーによる複数巻に及ぶ論文がある。
様々な射影幾何が存在するが、それらは「離散」と「連続」の二つに大別することができる。離散射影幾何では、それが含む点の集合が「有限」の場合も無限の場合もありうるが、連続射影幾何には必ず無限に多くの点が隙間無く含まれていなければならない。
次元が 0 の射影幾何はただ一点のみからなり、次元 1 の射影幾何は少なくとも三点を含むただ一つの直線からなる。算術的演算の幾何学的構成からこれらの場合を導くことはできない。二次元の場合、デザルグの定理が成り立たないことで豊かな構造が存在する。

ファノ平面は最も点と直線の数が少ない射影平面である。

Greenberg (1999) 等によれば、最も簡単な二次元射影幾何はファノ平面と呼ばれ、各直線はちょうど三点からなり、全部で七つの点と七つの直線が、以下のような共線条件に従って配置される。
- [ABC]
- [ADE]
- [AFG]
- [BDG]
- [BEF]
- [CDF]
- [CEG]

各点の座標は A = {0,0}, B = {0,1}, C = {0,W} = {1,W}, D = {1,0}, E = {W,0} = {W,1}, F = {1,1}, G = {W, W} のように書ける。デザルグ平面におけるこれらの点の座標系の設定は、一般には無限遠点（この例では C, E, G）が、紛れなく明確に定義されるものでない。
しかし、この幾何は Coxeter (2003) のやり方と一貫性を持たせるには複雑さが十分でない。この場合のもっとも単純な例は点が31個、直線が31本、各直線上の点の数は 6 となるもので、PG[2,5] と書かれる。コクセターの記号法で有限射影幾何 PG[a, b] は
a が次元の値で
直線上の点が与えられるとき、b はその点を通るほかの直線の数
を表す。従って、先ほどの点の数が 7 の例は PG[2,2] ということになる。
「射影幾何」の語は、背景となる一般化された抽象幾何を指すこともあるし、広く興味の対象となる特定の幾何（例えば、平坦な平面上に斉次座標系を入れて解析できるようにしたもの）を指す場合もある。後者ではユークリッド幾何を埋め込むことができるから、拡張ユークリッド幾何と呼ぶこともある。
任意の射影幾何が持つ基本性質は「任意の相異なる二直線 l と m が射影平面においてただ一点 P のみで交わる」といった形の「楕円型接続関係」である。解析幾何学において特別な場合であった「平行線」も、交点 P が「無限遠直線」上にあるものとして他の場合と円滑にまとめることができる。つまり、射影幾何学では無限遠直線も他の普通の直線とまったく同様に扱うことができ、区別したり特別扱いをする必要はないのである（エルランゲン・プログラムの精神に添って言えば、これは射影変換の群は任意の直線を無限遠直線に移したり、その逆を行ったりすることができるということを意味する）。
与えられた直線 l とその上に無い点 P に対して、楕円型の平行線条件は放物型と双曲型の平行線条件に、以下のような対照を成すものである。
楕円型: 点 P を通る任意の直線は、直線 l とただ一点で交わる。
放物型: 点 P を通り、直線 l と交わらない直線がただ一つ存在する。
双曲型: 点 P を通り、直線 l と交わらない直線が一つより多く存在する。
楕円型の平行線条件が射影幾何の双対原理を（そして恐らく、全ての射影幾何が共通に持つ重要な性質のほとんどを）導く上で鍵となる考えである。

## 射影幾何における双対原理
1825年にジョセフ・ジェルゴンヌは、射影平面幾何を特徴付ける双対性の原理について記している。これは、射影幾何の任意の定義あるいは定理において、「点」と「直線」、「—の上にある」と「—を通る」、「共線」と「共点」、「交わり」と「結び」をいっせいに互いに入れ替えたとき、結果として得られる命題は定理であり、得られる定義は意味のあるものとなるというものである。このとき得られた定理や定義は、もとのものの「双対」であると言われる。三次元においても同様で、点と平面に関する双対性が成り立つので、任意の定理において「点」と「平面」、「—を含む」と「—に含まれる」を入れ替えることで別な定理に書き換えることができる。もっと一般に、次元 N の射影空間に対して、次元 R の部分空間と次元 N − R −1 の部分空間との間に双対性が存在する。N = 2 の場合を考えれば、これは最もよく知られた形の、点と直線の間の双対性に特殊化される。この双対原理はジャン＝ヴィクトル・ポンスレも独立に発見している。
双対性を示すには、問題にしている次元に対する公理系の双対版となる各命題が真であることを示すだけで十分である。故に、三次元射影空間に対しては、(1*) 各点は相異なる三平面の上にある、(2*) 任意の二平面はただ一つの直線で交わる、(3*) 二平面 P, Q の交わりと別の二平面 R, S の交わりとが共面であるならば、P と R との交わりと Q と S との交わりも共面である（ただし、平面 P と S は Q と R と異なるものとする）の三つを示す必要がある。
実用上、双対原理を使えば二つの幾何学的構成の間の「双対対応」を構築することができるようになる。そのようなものの中で最もよく知られたものは、円錐曲線（二次元の場合）あるいは二次曲面（三次元の場合）における二つの図形の両極性もしくは相互関係である。ありふれた例が、双対多面体を得るための同心球における対称多面体の相互関係に見つかる。

## 射影幾何の公理
任意に与えられた幾何が、適当な公理の集合から演繹されるという場合がある。射影幾何は「楕円型」の平行線公理「任意の二平面がただ一つの直線において交わる」（平面の場合は「任意の二直線がただ一点において交わる」）によって特徴付けられる。言い換えれば、射影幾何において平行線や平行面といったようなものは存在しない。射影幾何に対するいくつもの公理系が提示されている（例えば Coxeter (2003), Hilbert & Cohn-Vossen (1999), Greenberg (1980) などを参照）。

### ホワイトヘッドの公理系
以下の公理系は、ホワイトヘッドの「射影幾何の公理系」("The Axioms of Projective Geometry") に基づく。まず、空間には二種類の要素、「点」と「直線」が存在して、それらの「接続」関係が定められているものとしたうえで、射影幾何の公理系は以下の三つの公理からなる。
- G1: 任意の直線は少なくとも三点を含む。
- G2: 任意の二点 A, B はただ一つの直線 AB の上にある。
- G3: 二直線 AB および CD が交わるならば、二直線 AC および BD も交わる（ただし、A および D は B および D とは異なるものと仮定する）。

各直線が少なくとも三点を持つと仮定するのは、退化してしまう場合を除くためである。これら三公理を満足する空間は、高々一つの直線を持つか、ある斜体上の適当な次元の射影空間が、非デザルグ平面かのいずれかである。 
次元や座標環を制限するために他にも公理を追加することができる。例えばコクセターの「射影幾何学」 では、ヴェブレンを引用して、上記三公理に五公理を追加して、次元が 3 で座標環が標数 2 でない可換体となるようにしている。

### 三項関係を用いた公理系
射影幾何の公理化として、ある種の三項関係を仮定するものがある。三項関係 [ABC] は、（必ずしも異なるとは限らない）三点 A, B, C が共線である（同一直線上にある）ことを意味するものとなるように、次のような公理化を考えることができる。
- C0: 任意の A, B に対して [ABA] が成り立つ。
- C1: 二点 A, B が [ABC] および [ABD] を満たすならば [BDC] が成り立つ。
- C2: 任意の二点 A, B に対して第三点 C で [ABC] を満たすものが存在する。
- C3: 任意の二点 A, C と別の二点 B, D で [BCE] および [ADE] は満たすが [ABE] は満たさないとき、さらに別の点 F で [ACF] および [BDF] を満たすものが存在する。

相異なる二点 A, B が与えられれば、[ABC] を満たす点 C の全体として、直線 AB が定義される。公理 C0 および C1 からホワイトヘッドの公理 G2 が得られ、同様に公理 C2 から公理 G1 が、公理 C3 から公理 G3 が導ける。
このような仕方で捉えた直線の概念は平面やより高次元の部分空間の概念に一般化することができる。つまり部分空間 AB…XY は、点 Z が部分空間 AB…X を動くときの任意の直線 YZ 上にある点全体の成す部分空間として、帰納的に定義することができる。このとき、共線性の概念は「独立性」の概念に一般化される。すなわち、点の集合 {A, B, …, Z} が独立であるとは、{A, B, …, Z} が部分空間 AB…Z の最小の生成系となっていることを言い、[AB…Z] で表す。
射影幾何の公理系は、空間の次元における極限を仮定する公理を用いても与えられる。最小次元は、要求された数の元からなる独立系が存在するかどうかを見ることによって決定することができる。最小次元の判定条件は以下のような形に述べることができる。
- L1: 射影空間が少なくとも一点を持つならば、その空間の次元は 0 以上である。
- L2: 射影空間が少なくとも相異なる二点（従って少なくとも一つの直線）を持つならば、その空間の次元は 1 以上である。
- L3: 射影空間が少なくとも三つの共線でない点（あるいは二直線、もしくは一つの直線とその直線上に無い一点）を持つならば、その空間の次元は 2 以上である。
- L4: 射影空間が少なくとも四つの共面でない点（同一平面上に無い点）を持つならば、その空間の次元は 3 以上である。

他の次元についても同様である。また、最大次元も同様の方法で決定できる。最大次元に関して以下のような判定条件を考えることができる。
- M1: 射影空間が一つより多くの点を持たないならば、その空間の次元は 0 以下である。
- M2: 射影空間が一つより多くの直線を持たないならば、その空間の次元は 1 以下である。
- M3: 射影空間が一つより多くの平面を持たないならば、その空間の次元は 2 以下である。

以下同様。さて、一般に（公理 C3 の帰結として）「同一平面上にある任意の直線は必ず交わる」という定理が成り立つが、これはそもそも射影幾何学が構築される指導原理となったまさにその命題そのものである。従って、性質 M3 は「任意の二直線が必ず交わるならば」と書き換えてもよい。
射影空間の次元を 2 以上と仮定することは一般的であり、時に射影平面についてのみを問題とするときは、先ほどの性質 M3 やその類いの条件を仮定することができる。例えば (Eves 1997, p. 111) の公理系は C1, C2, L3, M3 を仮定する（公理 C3 は M3 の下では常に真であり、従ってこの文脈では明示的に仮定することを要しない）。

### 射影平面の公理系
接続幾何 (incidence geometry) において、いくつかの文献が最小の有限射影平面としてのファノ平面 PG(2, 2) を扱っている。その公理系は次のようなものである。
- (P1) 任意の相異なる二点に対してそれを通る直線がただ一つ存在する。
- (P2) 任意の相異なる二直線はただ一点において交わる。
- (P3) どの三つも同一直線上に無いような少なくとも四点が存在する。

コクセターの「幾何学入門」 にはバックマンによる射影幾何の五つの公理が掲載されている。これは上述の公理系にパップスの定理を加えて標数 2 の体上の射影平面を除外するものである。

## 注記
1. ↑  Ramanan 1997, p. 88
2. ↑  Coxeter 2003, p. v
3. 1 2 3 4  Coxeter 1969, p. 229
4. ↑  Coxeter 2003, p. 14
5. ↑  Coxeter 1969, pp. 93, 261
6. ↑  Coxeter 1969, pp. 234–238
7. ↑  Coxeter 2003, pp. 111–132
8. ↑  Coxeter 1969, pp. 175–262
9. ↑  Coxeter 2003, pp. 102–110
10. ↑  Coxeter 2003, p. 2
11. ↑  Coxeter 2003, p. 3
12. ↑  Coxeter 2003, pp. 14–15
13. ↑  Veblen 1966, pp. 16, 18, 24, 45
14. ↑  Polster 1998, p. 5
15. ↑  Cederberg 2001, p. 9–18
16. ↑  Coxeter 1969, pp. 229–234